# Pop Flamer
Pop Flamer (ポップフレーマー?, Poppu Furēmā) è un videogioco arcade del 1982 a scorrimento verticale, sviluppato da Japan Leisure e pubblicato da Jaleco.  SEGA lo convertì per la sua console SG-1000 nel 1983.
È stato emulato per la prima volta - ed è tuttora presente - nell'antologia di Hamster Corporation Arcade Archives per PlayStation 4 e Nintendo Switch.

## Modalità di gioco
Il giocatore controlla col joystick il protagonista, un topo chiamato appunto Popflamer, che si aggira in un labirinto per far scoppiare tutti i palloncini che vi si trovano. Il topo è armato di lanciafiamme, con cui può eliminare i nemici, ma la gittata diminuisce ogni volta che viene utilizzato. Il carburante del lanciafiamme viene gradualmente riacquistato ogni volta che si rompe un palloncino. Il giocatore userà il pulsante per azionare l'arma. 
Ci sono tre tipi di nemici; la casella posta al centro del labirinto ne genera di nuovi. Ma sono presenti anche "power drink", uno nella parte superiore e uno in quella inferiore di ogni labirinto: se li beve, il topo si trasformerà in un "super topo", che ingoierà e sconfiggerà i nemici intorno a lui; inoltre durante questo frangente la sua velocità aumenta e i nemici sopravvissuti si muoveranno lentamente. Tuttavia per bere un power drink occorrono un po' di secondi, durante i quali Popflamer rimane indifeso. 
I livelli sono in tutto quattro e per completarli bisogna far scoppiare tutti i palloncini, ma è possibile toccarli sono dalla parte anteriore. A volte i palloncini si gonfiano, facendo anche apparire un volto su di essi; farli scoppiare quando ciò succede, darà punti bonus. 
Il contatto coi nemici fa perdere una vita. Una volta che le vite sono esaurite, il gioco finisce.